# Hannah Starling
Hannah Starling (Leeds, 12 maggio 1995) è una tuffatrice britannica, allenata da Edwin Jongejeans.

## Carriera
La sua carriera inizia a 14 anni con i campionati giovanili europei dove ottiene un ottavo posto nel trampolino da 3m e una medaglia d'argento nel sincro da 3m. Sempre nello stesso anno, nel 2009, partecipa ai campionati nazionali dove ottiene il 12º posto nel trampolino da 1m, e due quarti posti: nel trampolino da 3m e nel sincornizzato da 3m. Sempre nel 2009 partecipa agli europei classificandosi al 14º posto con 216,90 punti nella specialità trampolino da 3m.
L'anno successivo prende di nuovo parte ai campionati giovanili di tuffi, prima agli europei e poi ai mondiali. Ai Campionati del mondo raccoglie un 14º nel trampolino da 1m e un ottavo posto nel sincro, mentre agli europei conquista un quinto posto nel trampolino dei 3m e una prestigiosa medaglia di bronzo nel sincro. Nel campionato nazionale raccoglie l'oro nel sincronizzato.
Nel 2011 debutta nei mondiali dove non va oltre il deludente 25º posto nella specialità del trampolino da 1m. Debutta anche agli europei dove nelle tre specialità raccoglie rispettivamente un 14º, un 8º e un 5º posto. Nello stesso anno nel campionato nazionale raccoglie la medaglia di bronzo nella specialità trampolino da 3m (risultato che ripeterà nell'anno seguente nella stessa competizione).
Alle Olimpiadi di Londra 2012 gareggia nel trampolino da 3m, venendo eliminata in semifinale.

## Palmares
- Giochi del Commonwealth

Glasgow 2014: bronzo nel trampolino 3 m.